# Monsoma
Monsoma är ett släkte av steklar som beskrevs av Macgillivray 1908. Monsoma ingår i familjen bladsteklar.
Släktet innehåller bara arten Monsoma pulveratum.